# カミラ・バイツェル
カミラ・バイツェル（Camilla Weitzel、2000年6月11日 - ）は、ドイツの女子バレーボール選手。ポジションはミドルブロッカー。ドイツ代表。

## 来歴
- クラブチーム

ハンブルク出身。2014年、VC Olympia Dresdenに入団。2018年、ドレスナーSCへ移籍。2020/21シーズンのドイツブンデスリーガで優勝、ドイツスーパーカップで準優勝に貢献した。2021/22シーズンからはイタリアセリエA1のChieri '76 Volleyballと契約し、2022/23シーズンのリーグは5位、Challenge Cupでは優勝しベストスパイカー賞を受賞した。2024年7月、セリエのメガボックス・ヴァッレフォリアへの移籍が発表された。
- 代表チーム

アンダーカテゴリーの代表として2017年のU-18欧州選手権で4位となった。2019年、シニアのドイツ代表に初選出され、同年8月の東京五輪大陸間予選でデビューした。同年9月の欧州選手権では6位となった。2022年、世界選手権に出場した。2023年、ネーションズリーグでは8位となった。

## 球歴
- 世界選手権 - 2022年
- ネーションズリーグ - 2021年、2022年、2023年、2024年
- バレーボール欧州選手権 - 2019年、2021年、2023年
- オリンピック予選 - 2019年、2023年

## 所属クラブ
- VC Olympia Dresden（2014-2018年）
- ドレスナーSC（2018-2021年）
- キエーリ'76・バレーボール（2021-2024年）
- メガボックス・ヴァッレフォリア（2024-）